# Apex (California)
Apex es un área no incorporada ubicada en el condado de El Dorado en el estado estadounidense de California.

## Geografía
Apex se encuentra ubicada en las coordenadas 38°43′37″N 120°49′24″O / 38.72694, -120.82333.